# Arie Visser (type reddingboot KNRM)

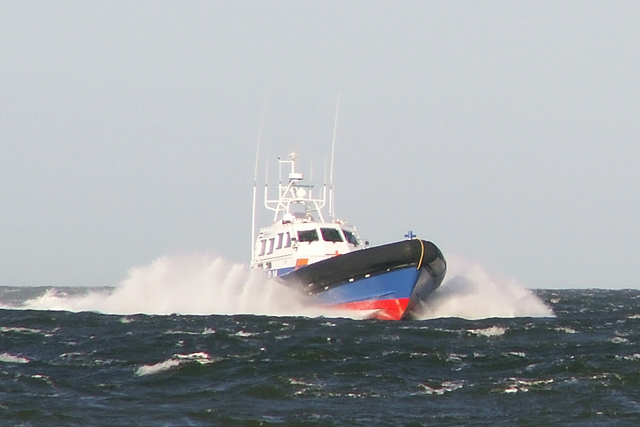
De Arie Visser op weg naar Vlieland

De Arie Visser is een zogenaamde RIB-reddingboot van de Koninklijke Nederlandse Redding Maatschappij (KNRM). De Arie Visser klasse is de grootste klasse van de KNRM. Deze klasse is tot stand gekomen nadat gebleken was dat de Johannes Frederik-klasse een te kleine actieradius had, nl. 4,5 uur volle kracht. De Arie Visser kan 16 uur volle kracht varen.

## Voortstuwing
De boten worden voortgestuwd door twee MAN-motoren van ieder 1000 pk. Die twee motoren drijven weer twee grote Hamilton-waterjets aan. Er is gekozen voor waterjets omdat deze geen bewegende onderdelen in het water hebben, en dat is een stuk veiliger voor de drenkelingen.
De twee motoren brengen de boot naar een topsnelheid van 32 knopen, zo'n 63 kilometer per uur.

## Zelfrichtend
Omdat de Arie Visserklasse een all-weather-reddingboot is, bestaat er de kans dat ze moet uitvaren bij zeer slecht weer. Bij zulk weer lopen de schepen het risico te kapseizen. De schepen zijn echter op een zodanige manier ontworpen dat ze "vanzelf" weer terug kantelen in hun normale positie, ze zijn 'zelfrichtend'. Dit is mogelijk doordat het stuurhuis fungeert als een grote luchtkamer, daarbij bevinden de motoren en tanks zich onder in het schip. Wanneer zo'n schip kapseist komt het zwaartepunt van het schip boven de waterlijn te liggen waardoor het terugkantelt. Kapseizen op zich komt zelden voor, er is slecht één schip in deze klasse daadwerkelijk gekapseisd, de Anna Margaretha van station Ameland kantelde op 1 november 2006 in zeer zwaar weer.

## Specificaties
| Lengte             | 18,8 meter  |
| Breedte            | 6,1 meter   |
| Diepgang           | 1,03 meter  |
| Vermogen           | 2 × 1000 pk |
| Snelheid           | 32 knopen   |
| Gereddencapaciteit | 120         |
| Bemanning          | 6           |

## Boten in de serie
| Naam                  | Thuishaven              | Jaar indienststelling |
| --------------------- | ----------------------- | --------------------- |
| Arie Visser           | West-Terschelling       | 1999                  |
| Koning Willem 1       | Schiermonnikoog         | 1999                  |
| Zeemanshoop           | Breskens                | 2000                  |
| Koopmansdank          | Neeltje Jans            | 2001                  |
| Koos van Messel       | IJmuiden                | 2003                  |
| Anna Margaretha       | Ballumerbocht (Ameland) | 2004                  |
| Jeanine Parqui        | Hoek van Holland        | 2006                  |
| Joke Dijkstra         | Den Helder              | 2007                  |
| Kitty Roosmale Nepveu | Scheveningen            | 2008                  |
| Antoinette            | Stellendam              | 2009                  |

Antje · Arie Visser · Atlantic · Avon · Float · Harder · Johannes Frederik · Nikolaas · Valentijn